# MGM Macau
MGM Macau, kinesiska: 澳门美高梅; tidigare MGM Grand Macau, kinesiska: 澳门美高梅大酒店, är både ett kasino och hotell som ligger i Sé i Macao i Kina. Den ägs och drivs av MGM Grand Paradise, intressebolag till kasinoföretaget MGM China Holdings, som i sin tur är dotterbolag till amerikanska MGM Resorts International. Hotellet har 585 hotellrum medan kasinot har en spelyta på 34 404 kvadratmeter (m2).
I april 2005 meddelade MGM Mirage att man hade fått tillstånd från Macaos regering om att uppföra ett kasino och ett hotell inom det särskilda administrativa regionen. MGM grundade tillsammans med Pansy Ho, dotter till den lokala kasinomagnaten Stanley Ho, ett samriskföretag med namnet MGM Grand Paradise för att äga och driva MGM Mirages tillgångar. Budgeten för konstruktionen av kasinot sattes till $975 miljoner. Den invigdes den 18 december 2007 med namnet MGM Grand Macau men slutnotan hamnade dock på $1,25 miljarder. 2010 bytte kasinot namn till det nuvarande efter att MGM Mirage bytte namn till MGM Resorts International.